# دمیترو تروخین
دمیترو تروخین (انگلیسی: Dmytro Trukhin؛ زادهٔ ۲۹ ژوئن ۱۹۸۳) بازیکن فوتبال اهل اوکراین است.
از باشگاه‌هایی که در آن بازی کرده‌است می‌توان به باشگاه فوتبال اوورلا اوژهورود اشاره کرد.